# Polymorphisme de conformation des simples brins

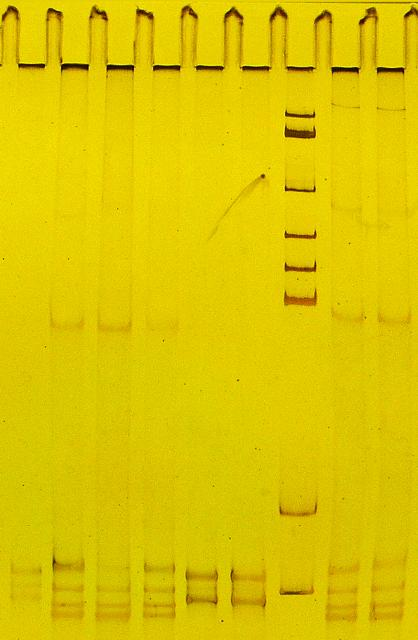
Un gel de polymorphisme de conformation des simples brins où l'ADN a été coloré par coloration argentique.

Le polymorphisme de conformation des simples brins ou SSCP (acronyme de l'anglais single strand conformation polymorphism) est une technique de biologie moléculaire visant à séparer différents allèles d'un même gène (allozyme) en misant sur la différence de migration dans un gel non dénaturant de leurs différentes conformations.
On utilise cette technique sur des gènes variables tels le gène mitochondrial 16S2 ou le gène de la cytochrome oxydase de type II (COII).